# Ari Freyr Skúlason
Ari Freyr Skúlason (Reykjavik, 14 mei 1987) is een IJslands voormalig voetballer die doorgaans speelde als linksback. Tussen 2006 en 2023 was hij actief voor Valur Reykjavík, BK Häcken, GIF Sundsvall, Odense BK, KSC Lokeren, KV Oostende en IFK Norrköping. Ari maakte in 2009 zijn debuut in het IJslands voetbalelftal en kwam uiteindelijk tot drieëntachtig interlandoptredens.

## Clubcarrière
Skúlason speelde in de jeugd van Valur Reykjavík en vanaf januari 2003 sc Heerenveen. De Friese club liet hem na twee jaar weer gaan. Hij speelde een half jaar bij zijn oude club Valur, voordat hij de overstap maakte naar BK Häcken. Na één seizoen, waarin er geen promotie bereikt werd naar de Allsvenskan, tekende hij een verbintenis bij GIF Sundsvall. Aan het begin van het jaar 2012 werd hij benoemd tot aanvoerder van de club.
Na het aflopen van zijn verbintenis bij GIF Sundsvall in 2013 koos de middenvelder ervoor om te tekenen bij Odense BK, waar hij de positie van linksback kon bekleden, net als bij het IJslandse nationale elftal. Ari tekende in juli 2016 een contract tot medio 2019 bij KSC Lokeren. Hier werd hij ploeggenoot van onder anderen zijn landgenoot en collega-international Sverrir Ingi Ingason. Na afloop van zijn contract bij Lokeren stapte hij binnen België over naar KV Oostende. Skúlason werd in maart 2021 voor een bedrag van circa honderdduizend euro overgenomen door IFK Norrköping. Eind 2023 besloot Skúlason om per januari 2024 op zesendertigjarige leeftijd een punt te zetten achter zijn actieve loopbaan.

## Clubstatistieken
| Seizoen | Club           | Competitie      | Competitie | Competitie | Beker | Beker | Internationaal | Internationaal | Totaal | Totaal |
| Seizoen | Club           | Competitie      | Wed.       | Dlp.       | Wed.  | Dlp.  | Wed.           | Dlp.           | Wed.   | Dlp.   |
| ------- | -------------- | --------------- | ---------- | ---------- | ----- | ----- | -------------- | -------------- | ------ | ------ |
| 2008    | GIF Sundsvall  | Allsvenskan     | 27         | 1          | 0     | 0     | —              | —              | 27     | 1      |
| 2009    | GIF Sundsvall  | Superettan      | 28         | 5          | 2     | 0     | —              | —              | 30     | 5      |
| 2010    | GIF Sundsvall  | Superettan      | 25         | 7          | 2     | 1     | —              | —              | 27     | 8      |
| 2011    | GIF Sundsvall  | Superettan      | 28         | 6          | 2     | 1     | —              | —              | 30     | 7      |
| 2012    | GIF Sundsvall  | Allsvenskan     | 26         | 3          | 3     | 0     | —              | —              | 29     | 3      |
| 2013    | GIF Sundsvall  | Superettan      | 15         | 7          | 0     | 0     | —              | —              | 15     | 7      |
| 2013/14 | Odense BK      | Superligaen     | 30         | 2          | 1     | 0     | —              | —              | 31     | 2      |
| 2014/15 | Odense BK      | Superligaen     | 30         | 2          | 0     | 0     | —              | —              | 30     | 2      |
| 2015/16 | Odense BK      | Superligaen     | 29         | 3          | 0     | 0     | —              | —              | 29     | 3      |
| 2016/17 | KSC Lokeren    | Eerste klasse A | 28         | 2          | 2     | 0     | —              | —              | 30     | 2      |
| 2017/18 | KSC Lokeren    | Eerste klasse A | 35         | 7          | 2     | 0     | —              | —              | 37     | 7      |
| 2018/19 | KSC Lokeren    | Eerste klasse A | 20         | 1          | 2     | 2     | —              | —              | 22     | 3      |
| 2019/20 | KV Oostende    | Eerste klasse A | 22         | 3          | 0     | 0     | —              | —              | 22     | 3      |
| 2020/21 | KV Oostende    | Eerste klasse A | 20         | 0          | 0     | 0     | —              | —              | 20     | 0      |
| 2021    | IFK Norrköping | Allsvenskan     | 23         | 2          | 1     | 0     | —              | —              | 24     | 2      |
| 2022    | IFK Norrköping | Allsvenskan     | 27         | 0          | 4     | 0     | —              | —              | 31     | 0      |
| 2023    | IFK Norrköping | Allsvenskan     | 14         | 0          | 2     | 0     | —              | —              | 16     | 0      |
| Totaal  | Totaal         | Totaal          | 429        | 51         | 25    | 5     | 0              | 0              | 454    | 56     |

## Interlandcarrière
Ari maakte op 10 november 2009 zijn debuut in het IJslands voetbalelftal, tijdens een met 1–0 verloren interland tegen Iran. De verdediger mocht in de basis beginnen en hij werd een kwartier voor tijd gewisseld. Zijn eerstvolgende interland volgde drie jaar later, in februari 2012. Op 21 januari 2014 was hij tijdens een met 0–2 verloren duel tegen Zweden voor het eerst aanvoerder van het nationale elftal. Het bleef bij die ene interland, maar Ari bleef wel een vaste waarde in de selectie. Bondscoach Lars Lagerbäck nam hem in 2016 mee naar het Europees kampioenschap 2016. Dit was het eerste eindtoernooi waarvoor IJsland zich ooit voor plaatste. Het kwam uiteindelijk tot de kwartfinale. Ari speelde alle vijf de wedstrijden van IJsland op het toernooi van begin tot eind.
| Interlands van Ari Freyr Skúlason voor IJsland | Interlands van Ari Freyr Skúlason voor IJsland | Interlands van Ari Freyr Skúlason voor IJsland | Interlands van Ari Freyr Skúlason voor IJsland | Interlands van Ari Freyr Skúlason voor IJsland | Interlands van Ari Freyr Skúlason voor IJsland |
| №                                              | Datum                                          | Wedstrijd                                      | Uitslag                                        | Competitie                                     | Goals                                          |
| Als speler bij GIF Sundsvall                   | Als speler bij GIF Sundsvall                   | Als speler bij GIF Sundsvall                   | Als speler bij GIF Sundsvall                   | Als speler bij GIF Sundsvall                   | Als speler bij GIF Sundsvall                   |
| ---------------------------------------------- | ---------------------------------------------- | ---------------------------------------------- | ---------------------------------------------- | ---------------------------------------------- | ---------------------------------------------- |
| 1                                              | 10 november 2009                               | Iran – IJsland                                 | 1 – 0                                          | Vriendschappelijk                              |                                                |
| 2                                              | 24 februari 2012                               | Japan – IJsland                                | 3 – 1                                          | Vriendschappelijk                              |                                                |
| 3                                              | 27 mei 2012                                    | Frankrijk – IJsland                            | 3 – 2                                          | Vriendschappelijk                              |                                                |
| 4                                              | 30 mei 2012                                    | Zweden – IJsland                               | 3 – 2                                          | Vriendschappelijk                              |                                                |
| 5                                              | 15 augustus 2012                               | IJsland – Faeröer                              | 2 – 0                                          | Vriendschappelijk                              |                                                |
| 6                                              | 11 september 2012                              | Cyprus – IJsland                               | 1 – 0                                          | WK 2014 kwalificatie                           |                                                |
| 7                                              | 12 oktober 2012                                | Albanië – IJsland                              | 1 – 2                                          | WK 2014 kwalificatie                           |                                                |
| 8                                              | 16 oktober 2012                                | IJsland – Zwitserland                          | 0 – 2                                          | WK 2014 kwalificatie                           |                                                |
| 9                                              | 6 februari 2013                                | IJsland – Rusland                              | 0 – 2                                          | Vriendschappelijk                              |                                                |
| 10                                             | 22 maart 2013                                  | Slovenië – IJsland                             | 1 – 2                                          | WK 2014 kwalificatie                           |                                                |
| 11                                             | 7 juni 2013                                    | IJsland – Slovenië                             | 2 – 4                                          | WK 2014 kwalificatie                           |                                                |
| Als speler bij Odense BK                       |                                                |                                                |                                                |                                                |                                                |
| 12                                             | 14 augustus 2013                               | IJsland – Faeröer                              | 1 – 0                                          | Vriendschappelijk                              |                                                |
| 13                                             | 6 september 2013                               | Zwitserland – IJsland                          | 4 – 4                                          | WK 2014 kwalificatie                           |                                                |
| 14                                             | 10 september 2013                              | IJsland – Albanië                              | 2 – 1                                          | WK 2014 kwalificatie                           |                                                |
| 15                                             | 11 oktober 2013                                | IJsland – Cyprus                               | 2 – 0                                          | WK 2014 kwalificatie                           |                                                |
| 16                                             | 15 oktober 2013                                | Noorwegen – IJsland                            | 1 – 1                                          | WK 2014 kwalificatie                           |                                                |
| 17                                             | 15 november 2013                               | IJsland – Kroatië                              | 0 – 0                                          | WK 2014 kwalificatie                           |                                                |
| 18                                             | 19 november 2013                               | Kroatië – IJsland                              | 2 – 0                                          | WK 2014 kwalificatie                           |                                                |
| 19                                             | 21 januari 2014                                | IJsland – Zweden                               | 0 – 2                                          | Vriendschappelijk                              |                                                |
| 20                                             | 5 maart 2014                                   | Wales – IJsland                                | 3 – 1                                          | Vriendschappelijk                              |                                                |
| 21                                             | 30 mei 2014                                    | Oostenrijk – IJsland                           | 1 – 1                                          | Vriendschappelijk                              |                                                |
| 22                                             | 4 juni 2014                                    | IJsland – Estland                              | 1 – 0                                          | Vriendschappelijk                              |                                                |
| 23                                             | 9 september 2014                               | IJsland – Turkije                              | 3 – 0                                          | EK 2016 kwalificatie                           |                                                |
| 24                                             | 10 oktober 2014                                | Letland – IJsland                              | 0 – 3                                          | EK 2016 kwalificatie                           |                                                |
| 25                                             | 13 oktober 2014                                | IJsland – Nederland                            | 2 – 0                                          | EK 2016 kwalificatie                           |                                                |
| 26                                             | 16 november 2014                               | Tsjechië – IJsland                             | 2 – 1                                          | EK 2016 kwalificatie                           |                                                |
| 27                                             | 28 maart 2015                                  | Kazachstan – IJsland                           | 0 – 3                                          | EK 2016 kwalificatie                           |                                                |
| 28                                             | 31 maart 2015                                  | Estland – IJsland                              | 1 – 1                                          | Vriendschappelijk                              |                                                |
| 29                                             | 12 juni 2015                                   | IJsland – Tsjechië                             | 2 – 1                                          | EK 2016 kwalificatie                           |                                                |
| 30                                             | 3 september 2015                               | Nederland – IJsland                            | 0 – 1                                          | EK 2016 kwalificatie                           |                                                |
| 31                                             | 6 september 2015                               | IJsland – Kazachstan                           | 0 – 0                                          | EK 2016 kwalificatie                           |                                                |
| 32                                             | 10 oktober 2015                                | IJsland – Letland                              | 2 – 2                                          | EK 2016 kwalificatie                           |                                                |
| 33                                             | 13 oktober 2015                                | Turkije – IJsland                              | 1 – 0                                          | EK 2016 kwalificatie                           |                                                |
| 34                                             | 13 november 2015                               | Polen – IJsland                                | 4 – 2                                          | Vriendschappelijk                              |                                                |
| 35                                             | 17 november 2015                               | Slowakije – IJsland                            | 3 – 1                                          | Vriendschappelijk                              |                                                |
| 36                                             | 24 maart 2016                                  | Denemarken – IJsland                           | 2 – 1                                          | Vriendschappelijk                              |                                                |
| 37                                             | 29 maart 2016                                  | Griekenland – IJsland                          | 2 – 3                                          | Vriendschappelijk                              |                                                |
| 38                                             | 6 juni 2016                                    | IJsland – Liechtenstein                        | 4 – 0                                          | Vriendschappelijk                              |                                                |
| 39                                             | 14 juni 2016                                   | Portugal – IJsland                             | 1 – 1                                          | EK 2016                                        |                                                |
| 40                                             | 18 juni 2016                                   | IJsland – Hongarije                            | 1 – 1                                          | EK 2016                                        |                                                |
| 41                                             | 22 juni 2016                                   | IJsland – Oostenrijk                           | 2 – 1                                          | EK 2016                                        |                                                |
| 42                                             | 27 juni 2016                                   | Engeland – IJsland                             | 1 – 2                                          | EK 2016                                        |                                                |
| 43                                             | 3 juli 2016                                    | Frankrijk – IJsland                            | 5 – 2                                          | EK 2016                                        |                                                |
| Als speler bij KSC Lokeren                     |                                                |                                                |                                                |                                                |                                                |
| 44                                             | 5 september 2016                               | Oekraïne - IJsland                             | 1 – 1                                          | WK 2018 kwalificatie                           |                                                |
| 45                                             | 6 oktober 2016                                 | IJsland - Finland                              | 3 – 2                                          | WK 2018 kwalificatie                           |                                                |
| 46                                             | 9 oktober 2016                                 | IJsland - Turkije                              | 2 – 0                                          | WK 2018 kwalificatie                           |                                                |
| 47                                             | 15 november 2016                               | Malta - IJsland                                | 0 – 2                                          | Vriendschappelijk                              |                                                |
| 48                                             | 24 maart 2017                                  | Kosovo - IJsland                               | 1 – 2                                          | WK 2018 kwalificatie                           |                                                |
| 49                                             | 28 maart 2017                                  | Ierland - IJsland                              | 0 – 1                                          | Vriendschappelijk                              |                                                |
| 50                                             | 6 oktober 2017                                 | Turkije - IJsland                              | 0 – 3                                          | WK 2018 kwalificatie                           |                                                |
| 51                                             | 8 november 2017                                | Ierland - IJsland                              | 0 – 1                                          | Vriendschappelijk                              |                                                |
| 52                                             | 14 november 2017                               | Qatar - IJsland                                | 1 – 1                                          | Vriendschappelijk                              |                                                |
| 53                                             | 23 maart 2018                                  | Mexico - IJsland                               | 3 – 0                                          | Vriendschappelijk                              |                                                |
| 54                                             | 27 maart 2018                                  | Peru - IJsland                                 | 3 – 1                                          | Vriendschappelijk                              |                                                |
| 55                                             | 2 juni 2018                                    | IJsland - Noorwegen                            | 2 – 3                                          | Vriendschappelijk                              |                                                |
| 56                                             | 7 juni 2018                                    | IJsland - Ghana                                | 2 – 2                                          | Vriendschappelijk                              |                                                |
| 57                                             | 16 juni 2018                                   | Argentinië - IJsland                           | 1 – 1                                          | WK 2018                                        |                                                |
| 58                                             | 22 juni 2018                                   | Nigeria - IJsland                              | 2 – 0                                          | WK 2018                                        |                                                |
| 59                                             | 8 september 2018                               | Zwitserland - IJsland                          | 6 – 0                                          | Nations League 2018/19                         |                                                |
| 60                                             | 11 september 2018                              | IJsland - België                               | 0 – 3                                          | Nations League 2018/19                         |                                                |
| 61                                             | 15 november 2018                               | België - IJsland                               | 2 – 0                                          | Nations League 2018/19                         |                                                |
| 62                                             | 19 november 2018                               | Qatar - IJsland                                | 2 – 2                                          | Vriendschappelijk                              |                                                |
| 63                                             | 22 maart 2019                                  | Andorra – IJsland                              | 0 – 2                                          | EK 2020 kwalificatie                           |                                                |
| 64                                             | 25 maart 2019                                  | Frankrijk – IJsland                            | 4 – 0                                          | EK 2020 kwalificatie                           |                                                |
| 65                                             | 8 juni 2019                                    | IJsland – Albanië                              | 1 – 0                                          | EK 2020 kwalificatie                           |                                                |
| 66                                             | 11 juni 2019                                   | IJsland – Turkije                              | 2 – 1                                          | EK 2020 kwalificatie                           |                                                |
| Als speler bij KV Oostende                     |                                                |                                                |                                                |                                                |                                                |
| 67                                             | 7 september 2019                               | IJsland – Moldavië                             | 3 – 0                                          | EK 2020 kwalificatie                           |                                                |
| 68                                             | 10 september 2019                              | Albanië – IJsland                              | 4 – 2                                          | EK 2020 kwalificatie                           |                                                |
| 69                                             | 11 oktober 2019                                | IJsland – Frankrijk                            | 0 – 1                                          | EK 2020 kwalificatie                           |                                                |
| 70                                             | 14 oktober 2019                                | IJsland – Andorra                              | 2 – 0                                          | EK 2020 kwalificatie                           |                                                |
| 71                                             | 14 november 2019                               | Turkije – IJsland                              | 0 – 0                                          | EK 2020 kwalificatie                           |                                                |
| 72                                             | 17 november 2019                               | Moldavië – IJsland                             | 1 – 2                                          | EK 2020 kwalificatie                           |                                                |
| 73                                             | 8 september 2020                               | België - IJsland                               | 5 – 1                                          | Nations League 2020/21                         |                                                |
| 74                                             | 14 oktober 2020                                | IJsland - België                               | 1 – 2                                          | Nations League 2020/21                         |                                                |
| 75                                             | 12 november 2020                               | Hongarije – IJsland                            | 2 – 1                                          | EK 2020 kwalificatie                           |                                                |
| 76                                             | 15 november 2020                               | Denemarken - IJsland                           | 2 – 1                                          | Nations League 2020/21                         |                                                |
| 77                                             | 18 november 2020                               | Engeland - IJsland                             | 4 – 0                                          | Nations League 2020/21                         |                                                |
| 78                                             | 25 maart 2021                                  | Duitsland - IJsland                            | 3 – 0                                          | WK 2022 kwalificatie                           |                                                |
| 79                                             | 28 maart 2021                                  | Armenië - IJsland                              | 2 – 0                                          | WK 2022 kwalificatie                           |                                                |
| Als speler bij IFK Norrköping                  |                                                |                                                |                                                |                                                |                                                |
| 80                                             | 5 september 2021                               | IJsland - Noord-Macedonië                      | 2 – 2                                          | WK 2022 kwalificatie                           |                                                |
| 81                                             | 8 september 2021                               | IJsland - Duitsland                            | 0 – 4                                          | WK 2022 kwalificatie                           |                                                |
| 82                                             | 8 oktober 2021                                 | IJsland - Armenië                              | 1 – 1                                          | WK 2022 kwalificatie                           |                                                |
| 83                                             | 11 november 2021                               | Roemenië - IJsland                             | 0 – 0                                          | WK 2022 kwalificatie                           |                                                |